# Боржоми
Боржоми (груз. ბორჯომი) је град у Грузији у регији Самцхе-Џавахетија. Налази се у истоименој долини у оквиру националног парка Боржоми-Карагаули. Према процени из 2014. у граду је живело 10.546 становника. Познат је по производњи минералне воде која је један од најзначајнијих извозних производа Грузије.

## Становништво
Према процени, у граду је 2014. живело 10.546 становника.
| 1989.  | 2002.  | 2014.  |
| ------ | ------ | ------ |
| 19.007 | 14.455 | 10.546 |